# Битва у моста
Битва у моста (араб. موقعة الجسر‎) — одно из сражений между арабами-мусульманами под командованием Абу Убайда и армией Империи Сасанидов под командованием полководца Бахмана Джадуйе в период арабского завоевания Персии. Несмотря на то, что это сражение не имело особого военного значения, оно вошло в историю, как единственная битва этой войны, в которой армия Сасанидов смогла нанести поражение армии Халифата.

## Предыстория
Арабы-мусульмане к этому моменту уже захватили Хиру и все прилегающие к ней области Месопотамии, попутно призывая местное население к исламу. Всё это заставило молодого шахиншаха Йездигерда III осознать опасность положения. В то же время войска арабского полководца аль-Мусанны получили подкрепление из Медины. Новый халиф Умар ибн аль-Хаттаб послал Абу Убайда в Месопотамию. На берегу Евфрата войско мусульман встретилось с крупным персидским войском под командованием Бахмана Джадуйе.

## Сражение
Абу Убайд первым взял инициативу и пересек реку по мосту (в результате чего сражение и получило такое название). Однако это было его значительной ошибкой, поскольку он тем самым лишил свои войска возможности к отступлению. Мощь сасанидской армии усиливали боевые слоны, один из которых растоптал Абу Убайда насмерть. Арабские войска в панике начали отступать, но четыре тысячи мусульман было убито персами или утонуло в реке.
Согласно данным аль-Мусанны, арабское войско потеряло четыре тысячи воинов. Точные потери Сасанидов, равно как и численность их войска, не известны, и варьируются, соответственно, от десяти до двенадцати тысяч воинов и от шестисот до шести тысяч убитыми. Однако все источники сходятся в том, что по какой-то причине Бахман не стал преследовать отступающих арабов.

## Итоги
Поражение никак не ослабило боевой дух захватчиков, и уже в следующем месяце они нанесли Сасанидам новое поражение. Сасаниды одержали свою единственную победу в этой войне, но понесли тяжелые потери и никак не смогли развить свой успех. А Бахман Джадуйе погиб через два года в битве при Кадисии.